# 凯巴利恩
《凯巴利恩》，全称《凯巴利恩：古埃及和希腊荷米斯哲学研究》，也被翻译为《密之书》，最初是由「三个启蒙者（通常被認為是新思想先驅威廉·沃克·艾金森，1862～1932 年）」于1908年出版的一本书，旨在传达荷米斯的教义。
虽然它与古代和中世纪的荷米斯文本有许多共同特征，如唯心主義、「上如其下」的概念，以及一切事物都由性别对立的观念组成，但作为一个整体，它更受惠于现代神秘主义作家，尤其是艾金森所属的新思想运动的影响。 这是一本现代荷米斯小册子，自20世纪以来在新纪元圈子中产生了广泛的影响。 

## 七大智慧原则
书中的一个中心概念是「整个荷米斯哲学的基础是七大智慧原则」。正如书中逐字引述的那样：

1.唯心论原则
「一切都是心灵；宇宙是精神的」。思维具有强大的创造力。
2.对应原则
「如上，亦如下；如下，亦如上」。这个原理体现了这样一个真理：不同存在和生命层面的法则和现象之间总是存在着对应关系。宇宙中的模式和关系是相似的。
3.振动原则
“没有什么是静止的；一切都在运动；一切都在振动。”包括感情和思维。
4.极性原则
宇宙中存在对立但又相互联系的极性。「一切事物都是二元的，一切事物都有两极，一切事物都有它的对立面，相似和不同是相同的，对立面本质相同，只是程度不同，极端相遇，所有真理都只是半真半假，所有悖论都可以调和」。
5.节奏原则
宇宙存在律动和节奏。「一切事物都流动、出入；一切事物都有潮汐；一切事物都在上升和下降；钟摆的摆动体现在一切事物中；向右摆动的幅度就是向左摆动的幅度；节奏补偿」。
6.因果原则
每个因果关系都有原因和结果。「凡因必有果，果必有因，万事皆有规律，偶然性只是不为人知的规律名称，因果关系有多种层面，但没有什么能逃脱规律」。
7.性别原则
一切事物都有其自己的特性和属性。「性别存在于一切之中；一切都有其阳性和阴性的原则；性别体现在所有层面」。

## 与古代和中世纪荷米斯的关系
根据米奇·霍羅威茨的说法，  凯巴利恩的第一原则所描述的唯心论原则受到了古希腊荷米斯书中大致相似的概念的启发。 
尼古拉斯·E·查佩尔 (Nicholas E. Chapel) 指出，虽然诸如哲学唯心论、源自《翠玉錄》的「上如其下」的概念，以及一切事物都以性别对立的对立的形式存在的观念等几个方面，确实有古代和中世纪的荷米斯文本的背景，但其他方面，例如振动原则（起源于大衛·哈特利，1705年～1757年的哲学）与荷米斯主义无关。 
查佩尔还指出，  凯巴利恩与传统的荷米斯文本之间存在许多鲜明的对比，例如 凯巴利恩的反神学立场与荷米斯对神学的高度重视，或者凯巴利恩对实践者精神的嬗变与传统荷米斯主义对神圣的敬畏及统一的关注相对。查佩尔的结论是，作为一个整体，凯巴利恩与 20 世纪早期新思想运动中产生的思想密切相关，无法代表荷米斯哲学更广泛的历史传统。 